# Beto Vázquez Infinity (альбом)
Beto Vázquez Infinity — перший альбом аргентинського хеві-метал-проєкту Beto Vázquez Infinity, випущений 4 березня 2001 року.

## Трек-лист
1. «Until Dawn (Angels of Light)» — 7:39 (за участю Тар'ї Турунен)
2. «Wizard» — 5:09 (за участю Тар'ї Турунен, Сабіни Едельсбахер)
3. «The Battle of the Past» — 4:22 (за участю Фабіо Ліоне[en])
4. «Sadness in the Night» — 7:02 (за участю Тар'ї Турунен)
5. «Through Times Part I» — 1:41
6. «Through Times Part II» — 2:27 (за участю Кендіс Найт)
7. «Golden Hair» — 2:46 (за участю Кендіс Найт)
8. «Infinity Space» — 4:02
9. «Through Times Part III» — 4:38 (за участю Кендіс Найт)
10. «The Laws of the Future» — 4:40 (за участю Тар'ї Турунен, Сабіни Едельсбахер)
11. «Promises Under the Rain» — 5:39 (за участю Тар'ї Турунен, Кендіс Найт, Сабіни Едельсбахер)

## Учасники

### Музиканти
- Гонсало Іглесіас, Хав'єр Багата: електричні та акустичні гітари
- Данило Мощен: клавішні
- Бето Васкес: струнні та електрична бас-гітара
- Йорг Міхаель: барабани
- Лайла Бертоліні: флейти, вістл/низький/середньовічний свисток

### Вокалісти
- Тар'я Турунен
- Кендіс Найт
- Сабіна Едельсбахер
- Фабіо Ліоне[en]